# Mkdeville
Mkdeville, également connu sous le pseudonyme de Mk.Deville, est un scénariste français de bande dessinée et un auteur de théâtre.

## Publications
- (Les) salades niçoises de Mado, avec Noëlle Perna (co-scénario) et Philippe Nicloux (dessin), PDP éditions, 2007  (ISBN 978-2-952985406)
- Rashômon, adaptation de contes de Ryûnosuké Akutagawa, avec Philippe Nicloux (dessin)[1], Les Enfants Rouges, 2008  (ISBN 978-2-354190156)
  - Rashômon volume 1, (édition numérique) Graphique Gymnaz Club  (ISBN 979-1-092-07800-8)
- Otomi, adaptation de contes de Ryûnosuké Akutagawa[2],[3], avec Philippe Nicloux (dessin), Les Enfants Rouges, 2009  (ISBN 978-2-354-19018-7)
  - Rashômon vol 2 , (édition numérique de Otomi), Graphic Gymnaz club, 2009  (ISBN 979-1-092-07801-5)
- Tropique de l'agneau[4], avec Philippe Nicloux (dessin), Les Enfants Rouges, 2010  (ISBN 978-2-354-19025-5)
  - Tropique de l'agneau (édition numérique) Graphique gymnaz club  (ISBN 979-1-092-07802-2)
- Virginia Hill - Journal d'une affranchie[5],[6],[7], avec le dessinateur Christophe Girard, Les Enfants Rouges, 2018  (ISBN 978-2-354-19099-6)
  - Virginia Hill - diario de una mujer libre (édition espagnole) Harriet édiciones 2019  (ISBN 978-84-120333-9-7)
    - Virginia Hill - journal d'une affranchie (édition numérique) Graphique Gymnaz Club  (ISBN 979-1-092-07807-7)
- Rolling Riviera , avec Virginie Broquet (dessin) , Les éditions Félès, 2022  (ISBN 978-2-491-48312-8)

### Documentation
- Alexandra.S. Choux, « Rashômon - Interview de MK Deville et Ph. Nicloux », sur BD Gest, 4 août 2008
- Franck Guigue, « Comics 2018 : et pour quelques pépites de plus... », sur BD Zoom, 22 décembre 2018